# 6615 Plutarchos
A 6615 Plutarchos (ideiglenes jelöléssel 9512 P-L) a Naprendszer kisbolygóövében található aszteroida. Cornelis Johannes van Houten,  Ingrid van Houten-Groeneveld és Tom Gehrels fedezte fel 1960. október 17-én.